# Томаш Пршикрил
Томаш Пршикрил (чеськ. Tomáš Přikryl, нар. 4 липня 1992, Прага) — чеський футболіст, нападник польського клубу «Одра» (Ополе). Виступав також за клуб «Спарта» (Прага), в якому став чемпіоном Чехії, володарем Кубка Чехії та володарем Суперкубка Чехії.

## Клубна кар'єра
Томаш Пршикрил народився 1992 року в місті Прага, та є вихованцем футбольної школи клубу «Сігма» (Оломоуць). Професійну футбольну кар'єру розпочав 2010 року в основній команді того ж клубу, в якій грав до 2012 року, взявши участь у 27 матчах чемпіонату.
У 2012 році Пршикрил перейшов до складу клубу «Спарта» (Прага), в якому грав до 2015 року. У складі празької команди футболіст став чемпіоном Чехії, володарем Кубка Чехії та володарем Суперкубка Чехії. У 2015 році керівництво клубу віддало Пршикрила в оренду до клубу «Дукла» (Прага). Після повернення з оренди в 2016 році футболіст перейшов до клубу «Млада Болеслав», у якому грав до 2019 року.
У 2019 році Томаш Пршикрил став гравцем польської команди «Ягеллонія», у складі якої грав до 2023 року. У 2023—2024 роках чеський футболіст грав у складі іншої польської команди «Варта» (Познань). З 2024 року Пршикрил грає у складі польської команди «Одра» (Ополе)

## Виступи за збірні
У 2007 році дебютував у складі юнацької збірної Чехії (U-16), загалом на юнацькому рівні взяв участь у 56 іграх, відзначившись 7 забитими голами.

## Титули і досягнення
- Чемпіон Чехії (1):

«Спарта» (Прага) : 2013–2014
- Володар Кубка Чехії (1):

«Спарта» (Прага) : 2013–2014
- Володар Суперкубка Чехії (1):

«Спарта» (Прага) : 2014